# Nepotilla aculeata
Nepotilla aculeata é uma espécie de gastrópode do gênero Nepotilla, pertencente a família Raphitomidae.